# Vulcanidris cratensis
Vulcanidris cratensis (лат.) — ископаемый вид муравьёв, единственный в составе монотипического рода Vulcanidris из подсемейства Haidomyrmecinae (Haidomyrmecini). Обнаружен среди окаменелостей в формации Crato Formation мелового периода, аптский ярус (Северо-восточный регион, Бразилия, Южная Америка), возрастом около 113 млн лет. Это самый древний известный вид Haidomyrmecinae, сохранившемся в виде отпечатка в известняке из лагерштетта Крато и самый ранний бесспорный муравей, известный науке.

## Описание
Длина тела около 13,5 мм. Длина головы: 2,77 мм; максимальная ширина головы: 2,44 мм; длина сложного глаза: 0,66 мм; ширина сложного глаза: 0,61 мм; длина скапуса: 2,18 мм; длина мезосомы: 5,18 мм; длина переднего крыла: 6,84 мм; длина петиоля: 1,05 мм; приблизительная длина брюшка: 4,51 мм; максимальная ширина брюшка: 2,73 мм. Новый вид и род можно отнести к Formicoidea благодаря наличию прогнатической головы; удлиненному скапусу, который почти такой же длины, как и остальная часть антенны; небольшим мезо- и метакоксальным впадинам; основание переднего вертлуга сильно сужено, изогнуто и частично скрыто тазиком; радиальная ячейка не выражена дистально; хорошо развитый субпетиолярный отросток; петиоль сужен сзади; второй метасомальный сегмент сужен на сочленении с третьим. Vulcanidris помещен среди Haidomyrmecinae на основании наличия лицевого выступа в сочетании с мандибулами, которые сочленяются вентрально на голове. Новый род близко напоминает Aquilomyrmex, но может быть отличим по наличию небольшого сужения на наличнике на уровне мест прикрепления усиков; переднее крыло с тремя субмаргинальными ячейками, жилка 3r-m трубчатая; и тело относительно менее стройное, чем у Aquilomyrmex. Томографические реконструкции также указывают на наличие зубца на внутреннем крае мандибул, что не может быть полностью подтверждено из-за сохранности. Vulcanidris также можно отличить от Cariridris по расширенной сбоку голове, меньшим по размеру сложным глазам и большему размеру тела.
Это самый древний известный вид из ископаемого подсемейства Haidomyrmecinae, сохранившийся в виде отпечатка в известняке из лагерштетта Крато и самый ранний бесспорный муравей, известный науке. Микрокомпьютерная томография, примененная для филогенетического анализа ранних муравьев, показала, что новый вид тесно связан с «адскими муравьями» (hell ants, или Haidomyrmecinae), ранее найденными только в бирманском янтаре. Присутствие адских муравьев в апте на северо-востоке Бразилии представляет собой самое раннее свидетельство биогеографической истории всего семейства муравьёв (Formicidae) в глубокой древности. Распределение известных клад указывает на то, что муравьи Haidomyrmecinae были широко распространены и неоднократно пересекались между меловыми континентами. Известно, что палеосреда северо-восточной Бразилии контрастирует с другими известными отложениями Haidomyrmecinae, что свидетельствует об экологическом разнообразии этих муравьев. Адские муравьи долгое время процветали в ландшафтах с преобладанием голосеменных растений и смешанных ландшафтах, таких как палеоэкология Крато, сохраняясь в период экспансии цветковых растений, прежде чем попасть под решающее влияние геологических событий к концу мелового периода

## Таксономия
Вид был впервые описан в 2025 году палеоэнтомологами и мирмекологами из Бразилии (Андерсон Лепеко, Карлос Брандао, Габриэла Камачо и другими) по окаменелости самки (лагерштетт, голотип MZSP-CRA-0002), хранящейся в коллекции ископаемых насекомых в Museu de Zoologia da Университета Сан-Паулу (MZSP, Сан-Пауло, Бразилия). Находки формации Крато охватывают штаты Сеара, Пиауи и Пернамбуку в Северо-восточном регионе Бразилии.

## Этимология
Название Vulcanidris дано в честь семьи Вулкано, в которую входит Мария Апаресида Вулкано (Maria Aparecida Vulcano, 1921—2018), собравшая важную частную коллекцию в формации Крато, носящую ее имя. После смерти Вулкано ее семья передала коллекцию в MZSP в 2020 году. Род также имеет греческое слово «-idris» в качестве суффикса, который обычно используется при названии муравьиных родов и означает «исходный». Видовое название, V. cratensis, связано с геологической формацией Крато, в которой была найдена окаменелость.